# Guillermo Amaya Ramírez
Guillermo Amaya Ramírez (Facatativá, 1903-) fue un abogado administrativista, catedrático y político colombiano, miembro del Partido Conservador Colombiano, del cual era referente del ala laureanista.
Amaya se desempeñó como consiliario por varios años de la Universidad del Rosario, centro del cual también era catedrático de Jurisprudencia. Fue nombrado ministro de Justicia por el presidente Laureano Gómez, ocupando el cargo de 1950 a 1951. Hizo parte del llamado Escuadrón Suicida, un grupo de políticos laureanistas que se enfrentaron al general Gustavo Rojas Pinilla durante la asamblea constituyente de 1953.
Luego fue nombrado ministro de gobierno por el presidente Alberto Lleras Camargo, entre 1958 Y 1959, como cuota del laureanismo en el Frente Nacional.